# Jižní Tyrolsko

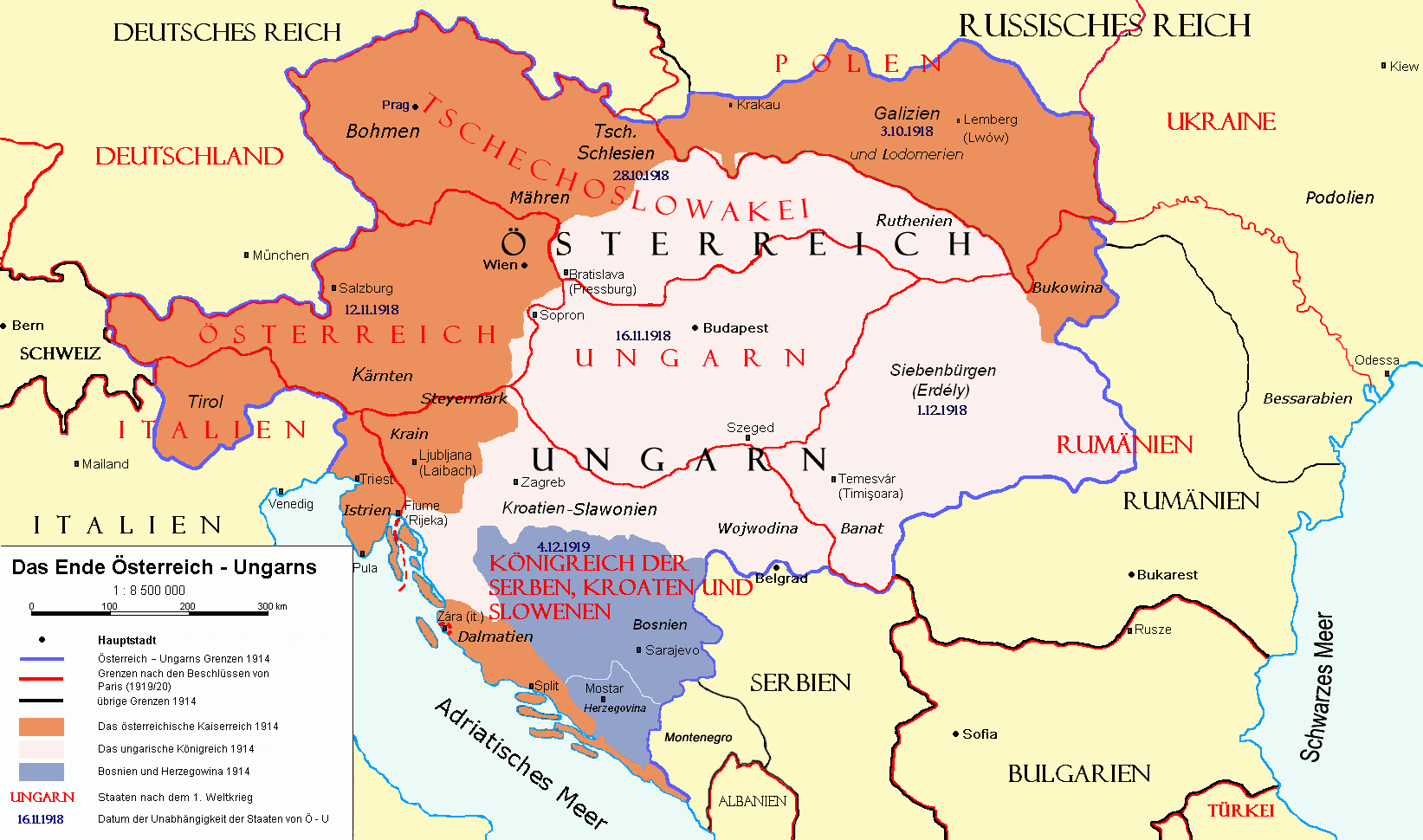
Mapa dělení Rakouska-Uherska po první světové válce. Jižní Tyrolsko označeno nápisem Tirol.

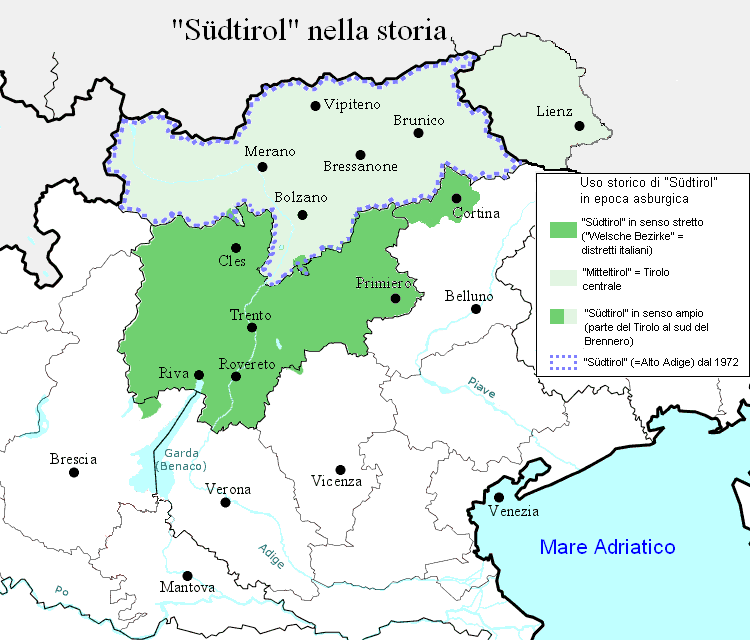
Italská mapa znázorňující různá pojetí pojmu „Jižní Tyrolsko“

Mateřský jazyk obyvatel Jižního Tyrolska (v užším vymezení)

Jižní Tyrolsko (též Jižní Tyroly, německy Südtirol) je historické území a kulturní region v severní Itálii u hranic s Rakouskem a Švýcarskem, součást historické země Tyrolsko. Jedná se o část někdejšího Tyrolského hrabství, která byla mírovou smlouvou ze Saint-Germain ze září 1919 odtržena od Rakouska a připojena k Itálii. Zhruba odpovídá dnešní autonomní oblasti Tridentsko-Horní Adiže; výjimku tvoří Cortina d'Ampezzo s okolím, která byla v roce 1923 převedena do provincie Belluno v kraji Benátsko.

## Pojetí a vymezení
V širším, původním smyslu označovalo Jižní Tyrolsko celou část Tyrolska připojenou k Itálii. Vzhledem k výrazné a jasně vymezené kulturní odlišnosti severní a jižní části tohoto území se však pojem začal používat v užším smyslu pro převážně německojazyčnou severní část, někdy též zvanou „Střední Tyrolsko“ (Mitteltirol), zatímco jižní část s téměř čistě italským obyvatelstvem se nazývá Tridentsko (Trentino). Souhlasně s tím je oblast administrativně rozdělena na dvě autonomní provincie – Bolzano (italsky též zvaná Alto Adige – „Horní Adiže“) a Trento (Trentino).
Jihotyrolská separatistická hnutí (s cílem připojení zpět k Rakousku) se zpravidla vztahují k Jižnímu Tyrolsku v užším smyslu, tedy jen provincii Bolzano.
Největšími sídly Jižního Tyrolska v užším smyslu jsou:
- Bolzano (it.) / Bozen (něm.)
- Bruneck (něm.) / Brunico (it.)
- Brixen (něm.) / Bressanone (it.)
- Merano (it.) / Meran (něm.)
- Sterzing (něm.) / Vipiteno (it.)

## Používané jazyky
Historicky je místním jazykem ladinština, ale většina místních obyvatel dnes mluví německy a italsky. Velká většina obyvatel Jižního Tyrolska (v užším smyslu) má jako mateřský jazyk němčinu. Pouze v oblasti největšího města Bolzano převládá italština a v oblasti Carva a přilehlých vesnicích ladinština. Ladinských mluvčích je tak poměrně málo, zatímco italsky se lze dorozumět na většině území.